# 范伯元
范伯元（1945年—），男，汉族，天津人，中华人民共和国政治人物，中国共产党党员，第十一届全国政协委员。北京工业学院车辆工程系车辆屐机专业硕士研究生。

## 生平
1968年毕业于清华大学汽车工程系。1993年任北京理工大学副校长。2002年起任北京市人民政府副市长，分管教育、科技、知识产权与中关村管委会的工作。2004年6月担任北京工业大学校长。2008年，当选第十一届全国政协委员，代表教育界，分入第四十一组。并担任提案委员会专委。